# 宝塚東・宝塚西トンネル
宝塚東・宝塚西トンネル（たからづかひがし・たからづかにしトンネル）は、兵庫県宝塚市の中国自動車道のトンネルである。両トンネルを総称して宝塚トンネル、名塩坂と言う場合がある。

## 概要
日本で最初の3車線断面のトンネルである。設計時、上下6車線断面のトンネルとする方が建設費は少ないと試算されたが、3車線断面の実績すら無い中で6車線断面のトンネルを作るのは非現実的ということで、上下線別の3車線トンネルとなった。横幅は広い一方、距離が短いため換気用の空間は最小限で済むことから天井高は低く、断面は扁平形になっている。
供用前の仮称は宝塚西トンネルは「宝塚トンネル」、宝塚東トンネルは「米谷トンネル」であった。建設時、米谷トンネル（宝塚東トンネル）は既に上にも横にも住宅地が広がっており、建設に伴う振動・騒音に対して住民からの苦情が多く寄せられたため、夜間作業の禁止や周辺影響のモニタリングなど多くの対策が講じられた。
宝塚西トンネル西側の青葉台地区を通る450mの区間は、開通後の環境問題を懸念した住民の反対によって工事が一時中断されていた。そのため、1974年6月4日の西宮北IC - 福崎IC間開通の際、宝塚西トンネルのすぐ西側に国道176号を使って当該区間を迂回するための出入口（生瀬仮出入口）が設けられ、暫定的に当トンネルを含む宝塚IC - 生瀬仮出入口間が無料で供用された。翌年、宝塚IC - 西宮北IC間の正式開通に伴い仮出入口は廃止された。

### 交通渋滞
両トンネル周辺の中国自動車道は、かつて関西地区における屈指の渋滞発生箇所として知られていた。
元々速度低下を招き、渋滞の発生しやすい「トンネル入口」であることに加え、宝塚西トンネル上り線・宝塚東トンネル下り線とも、トンネル手前が水平・下り坂から上り坂に転じる、いわゆる「サグ」の地形になっていることが、渋滞の要因であると指摘されていた。
また、この付近の中国自動車道が阪神高速11号池田線（中国池田ICで間接接続）、阪神高速7号北神戸線（西宮山口JCTで接続）、山陽自動車道（神戸JCTで接続）、舞鶴若狭自動車道（吉川JCTで接続）の相互交通が集中する区間であり、後述する新名神高速道路・高槻JCT - 神戸JCT間開通までは適当な迂回路がなかったことも渋滞を招く要因であった。
道路を管理する西日本高速道路（NEXCO西日本）では、渋滞解消策として、宝塚東トンネルに向かって合流する宝塚ICの下り線合流車線の延伸、サグ部に「ここから上り坂」と書かれた標識の設置、トンネル入口の照明を明るくする対策を採っており、一定の効果は上げているものの、抜本的な解消策には至っていなかった。
2018年3月18日に新名神高速道路・高槻JCT - 神戸JCT間の全線が開通したことで、中国道を経由している東西間の交通が分散され、渋滞が軽減されることが見込まれた。実際、同区間の開通後1ヶ月間で宝塚東・宝塚西トンネルを先頭とした渋滞が開通前の31回から1回に大幅減少し、開通後1年間では5km以上の渋滞回数が791回から220回（うち新名神で25回）と約7割減少、交通集中時期（お盆・ゴールデンウィーク・年末年始）の10kmを超える渋滞回数が67回から28回（うち新名神で6回）と約6割減少した。
このように、ある程度の渋滞は解消されたが、現在でも毎日のように渋滞が発生しているため、完全には解消できていない。さらには、並行する国道176号線でも頻繁に渋滞が発生しており、西宮市北部と宝塚市を結ぶ区間の渋滞は大きな問題となっている。

## 歴史
- 1974年6月4日 : 宝塚IC - 生瀬仮出入口間の暫定開通により、現上り線トンネルが暫定2車線で供用。
- 1975年10月16日 : 宝塚IC - 西宮北IC間の正式開通により、下り線トンネルが供用。